# Hilary z Poitiers
Hilary z Poitiers (ur. ok. 315 w Poitiers, zm. 13 stycznia 367 tamże) – biskup Poitiers, wyznawca, ojciec oraz doktor Kościoła, święty Kościoła katolickiego, prawosławnego, anglikańskiego i ewangelickiego.

## Życiorys
Urodził się w pogańskiej rodzinie patrycjuszów. Studiował retorykę i filozofię. Bardzo wcześnie zawarł związek małżeński. W wieku 30 lat przyjął chrzest z żoną oraz córką Abrą i poświęcił swe życie służbie Kościołowi. W 350 roku został prawdopodobnie pierwszym biskupem Poitiers (wtedy Pictavium). Walczył z ekspansją arianizmu w swoich kazaniach i przemówieniach synodalnych, co przysporzyło mu wrogów i doprowadziło do tego, że na podstawie fałszywych oskarżeń został skazany na wygnanie przez ariańskiego Cesarza Konstancjusza II (przebywał na nim w latach 356 do 361). Hilary – człowiek z natury ugodowy – próbował pogodzić ze sobą założenia teologii Zachodu i Wschodu, którą zgłębiał w czasie swej banicji w Phrygii (Turcja). Był kierownikiem duchowym Marcina z Tours (św. Marcin przyjął od niego chrzest). Zmarł w 367 roku w rodzinnym mieście i został pochowany w kościele St-Hilaire-le-Grand.

## Dzieła

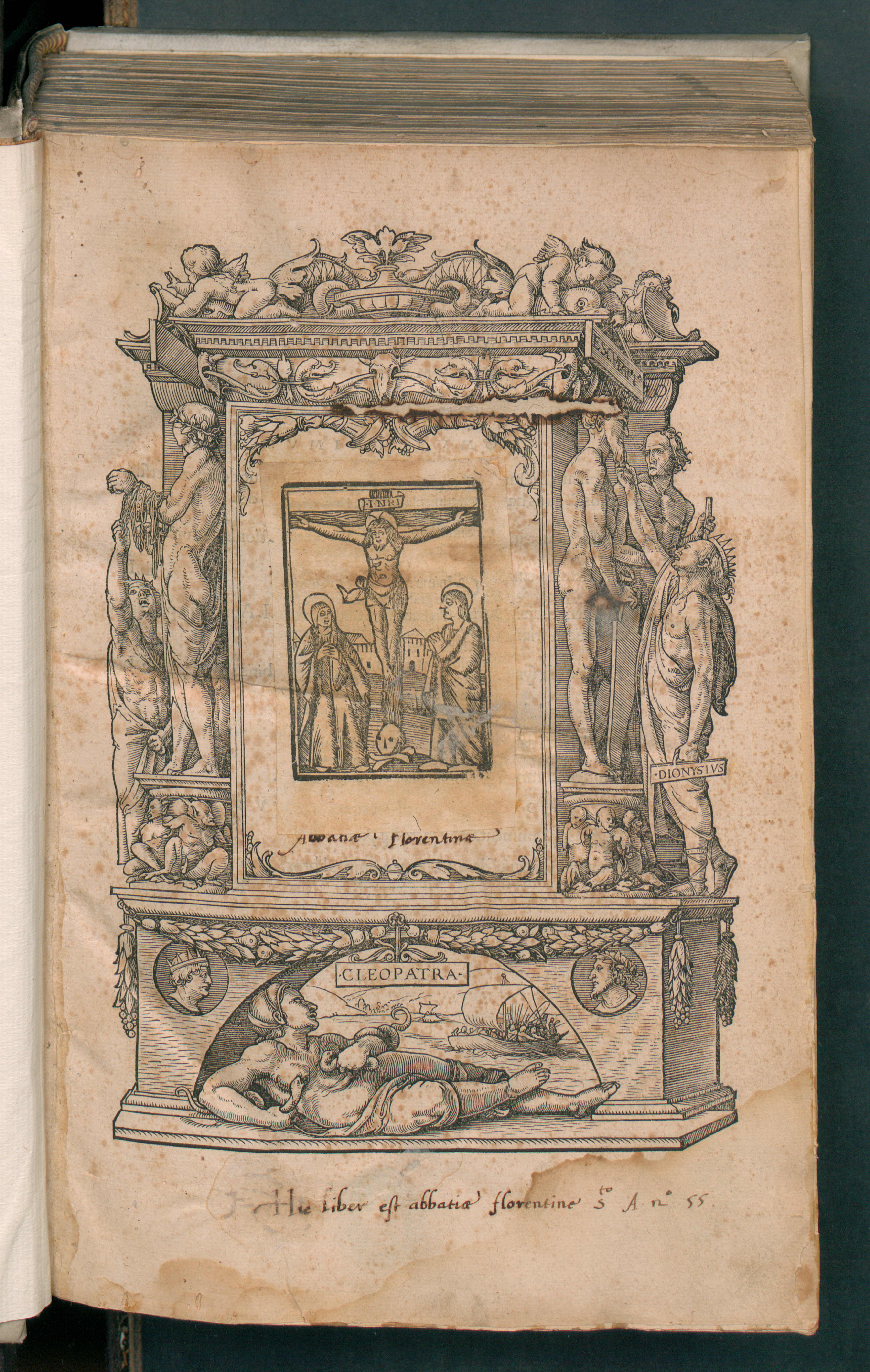
Lucubrationes, 1523

Św. Hilary uchodzi za pierwszego twórcę hymnów w Kościele łacińskim, a jego dzieła są cenione także dzisiaj. W pamięci potomnych Hilary z Poitiers zapisał się jako nauczyciel i obrońca Kościoła. Główne dzieła:
- Commentarius in Evangelium Matthaei. Wydanie polskie: Komentarz do Ewangelii św. Mateusza, w: Komentarz do Ewangelii św. Mateusza; Traktat o tajemnicach, Emil Stanula (tł., wstęp, oprac.), Warszawa 2002, Wydaw. Uniwersytetu Kardynała Stefana Wyszyńskiego PSP 63, s. 255 ISBN 83-7072-247-4
- Tractatus de mysteriis et hymni. Wydanie polskie:Traktat o tajemnicach, Emil Stanula (tł., wstęp, oprac.), w: dz. cyt.
- De Trinitate. Wydanie polskie: O Trójcy Świętej; Emil Stanula (przekł.); Tadeusz Kołosowski (przekł. oprac. i wstęp), Warszawa 2005, Wyd. UKSW PSP 64, s. 415, ISBN 83-7072-344-6
- De synodis (O synodach)
- Liber officiorum
- Polemiki
- Pisma egzegetyczne.

## Kult
13 maja 1851 roku papież Pius IX ogłosił Hilarego doktorem Kościoła. Jest on jednym z najpopularniejszych świętych we Francji.
Święty Hilary z Poitiers przedstawiany jest często w szatach biskupich, z książkami, przepędzający węże, jako pogromca smoków, wskrzeszający martwo narodzone dziecko.
Patronuje miastom: Poitiers, La Rochelle i Luçon, słabowitym dzieciom, ukąszonym przez węże.
Wspomnienie liturgiczne w Kościele katolickim obchodzone jest:
- 13 stycznia w zwyczajnej formie rytu rzymskiego (w tym samym dniu również w anglikańskim oraz ewangelickim)
- 14 stycznia w nadzwyczajnej formie rytu rzymskiego, święto 3 klasy. W Poitiers czczony jest 26 czerwca[1], a w prawosławnym – 13/26 stycznia[2], tj. 26 stycznia według kalendarza gregoriańskiego.